# Tyranneau à tête rousse
Pseudotriccus ruficeps
Ne doit pas être confondu avec Tyranneau roux ou Tyranneau à sourcils roux.
Espèce
Statut de conservation UICN

 LC  : Préoccupation mineure
Le Tyranneau à tête rousse (Pseudotriccus ruficeps), aussi appelé Microtyran à tête rousse, est une espèce de passereaux de la famille des Tyrannidae,.

## Distribution
Cet oiseau vit dans les Andes, de la Colombie à l'ouest de la Bolivie (départements de La Paz et de Cochabamba),,.

## Systématique
Cette espèce est monotypique selon la classification de référence du Congrès ornithologique international (version 9.1, 2019).